# Michael McCoy
Michael McCoy (november 1962) is een Amerikaanse  amateur golfer.
McCoy woont in West Des Moines, Iowa, met zijn vrouw Beth en vier kinderen. Hij is verzekeringsagent. Hij speelt ook golftoernooien buiten Iowa. Hij won onder meer de Coleman Invitational in Florida, 4x de Crump Cup op de Pine Valley Golf Club in New Jersey , de Thomas Invitational in Californië en twee Trans-Mississippi matchplay toernooien. Pas toen hij 50 jaar was won hij zijn eerste nationale USGA titel.
McCoy speelde ruim 35 USGA toernooien voordat hij in november 2012 vijftig jaar werd. In 2005 en 2008 bereikte hij de finale van het US Mid-Amateur en in oktober 2013 won McCoy het Mid-Amateur door Bill Williamson met 8&6 te verslaan. Deze overwinning bezorgde hem een uitnodiging voor de Masters van 2014, waar hij met Larry Mize en Branden Grace speelde.
McCoy kwalificeerde zich in 2013 voor het US Senior Open, maar miste de cut met twee slagen.

## Gewonnen
- 2000:  Trans-Miss Amateur
- 2004: George Arthur Crump Cup
- 2005: George Arthur Crump Cup
- 2009: C.B. Macdonald Invitational
- 2010: George Arthur Crump Cup,  Briarwood Amateur,  Iowa State Amateur
- 2011: Coleman Invitational
- 2012: George Arthur Crump Cup
- 2013: George C Thomas Invitational, Coleman Invitational, US Mid-Amateur